# 2019冠狀病毒病全球政要感染列表
2019冠狀病毒病全球政要感染列表列出世界各地確診2019冠狀病毒病的政要。

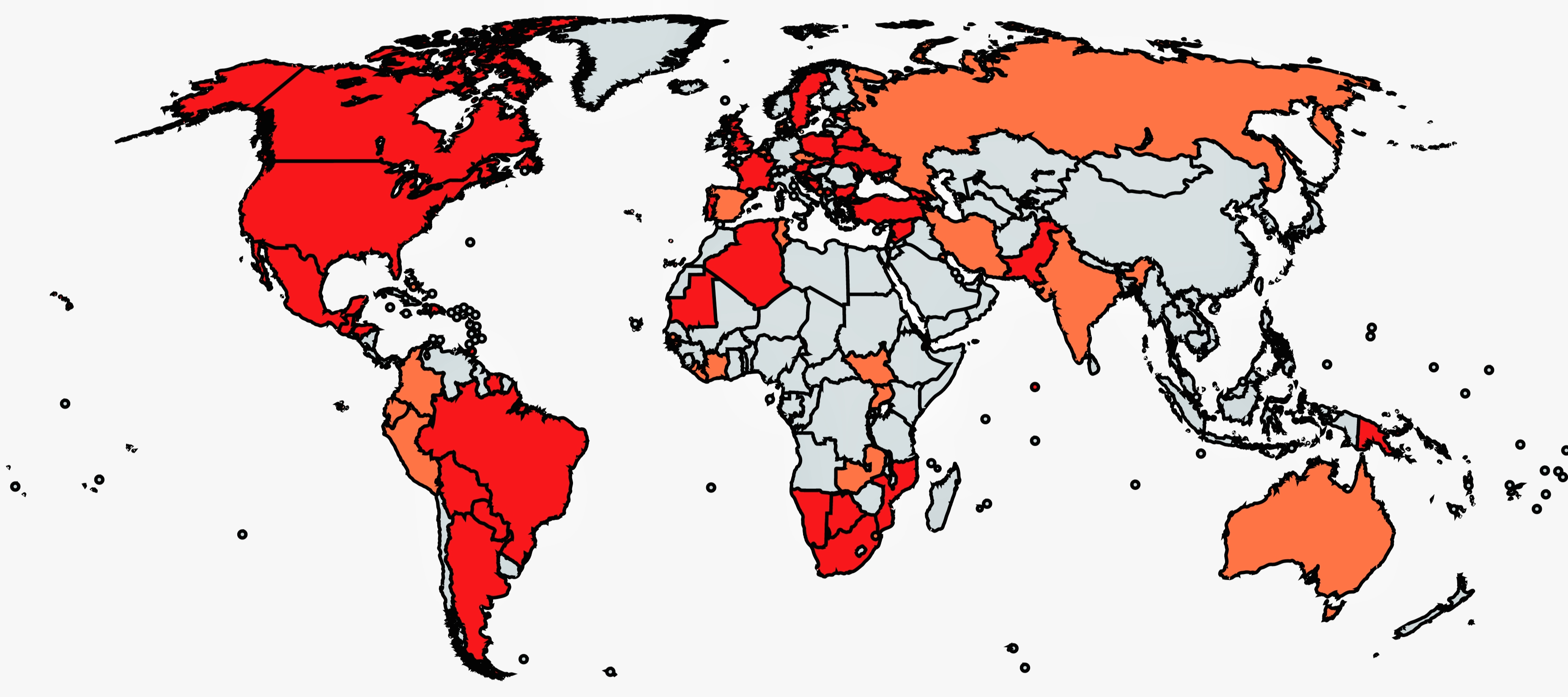
新冠疫情爆發後時任國家元首與政府首腦曾確診的國家，紅色為實際上的最高領導人曾確診，橙色為虛位元首或副職領導人曾確診

## 列表
此列表已按政要確診感染COVID-19之時間分類：
- 2019冠狀病毒病全球政要感染列表 (2020年)
- 2019冠狀病毒病全球政要感染列表 (2021年)
- 2019冠状病毒病全球政要感染列表 (2022年)